# Danevirke Museum

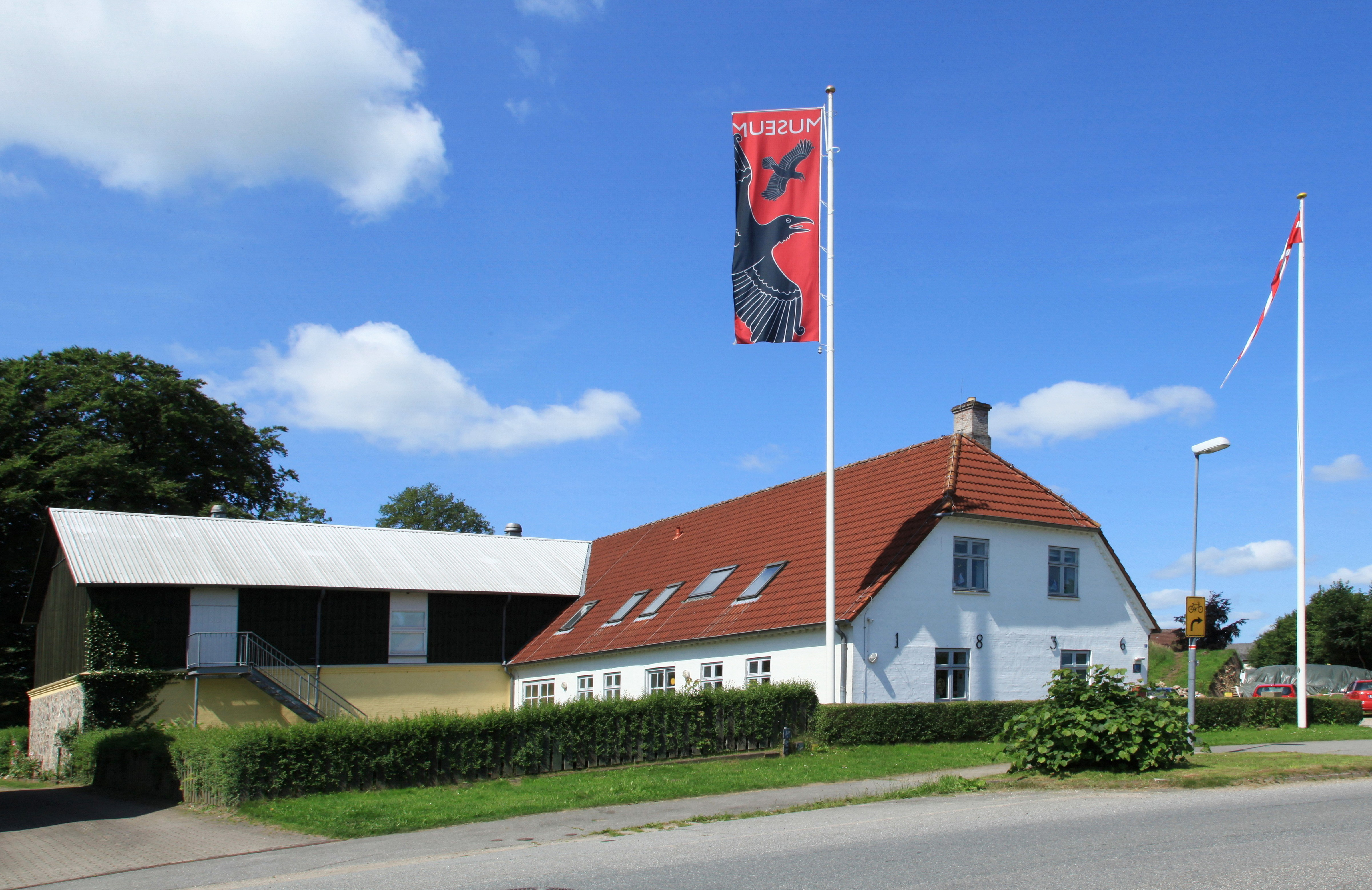
Das ehemalige Gebäude des Danevirke Museums in Dannewerk (2022 für einen Neubau abgerissen)

Das Danevirke Museum (offizieller dänischer Name), inoffiziell auch Danewerkmuseum genannt, dokumentiert die Geschichte des Danewerks. Das Museum wird von der Vereinigung der dänischen Minderheit in Südschleswig (Sydslesvigsk Forening, SSF) betrieben. Das Danewerk war ein ausgedehnter Komplex dänischer Grenzbefestigungen, der im Frühmittelalter in mehreren Bauphasen geschaffen wurde.

## Lage

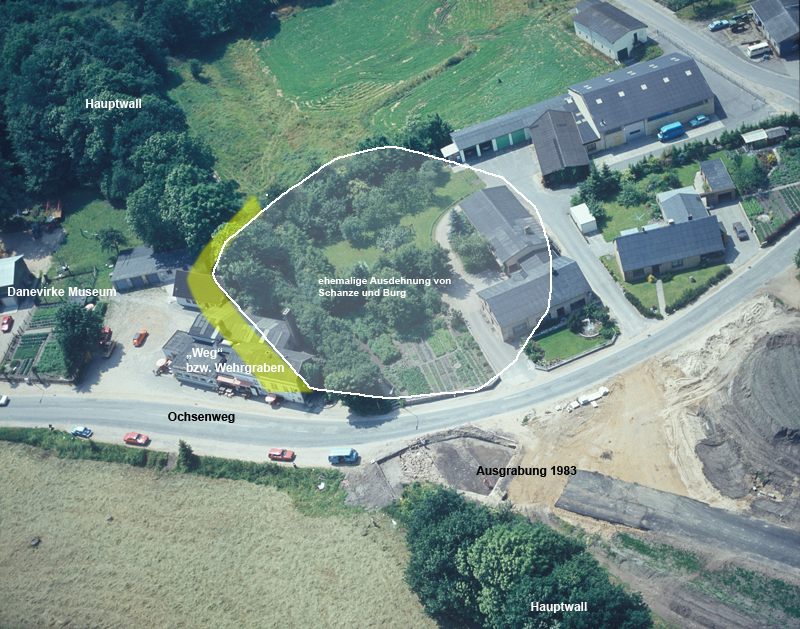
Luftaufnahme von 1983 (Blick nach Westen): das Danevirke Museum (linker Bildrand) an der Kreuzung von Ochsenweg und Hauptwall. Weitere Hinweise zur Archäologie sind eingezeichnet.

Das Danevirke Museum befindet sich in der schleswig-holsteinischen Gemeinde Dannewerk im Kreis Schleswig-Flensburg, etwa fünf Kilometer südwestlich von Schleswig.
Das Museum liegt unmittelbar am Hauptwall des Danewerks, genau an der Stelle, wo der historische Ochsenweg den Hauptwall kreuzte. Die Geschichtsträchtigkeit des Ortes spiegelt sich in den geografischen Namen: Die Gemeinde Dannewerk ist nach dem Danewerk benannt – und das Museum liegt an der Straße Am Ochsenweg, die in Nord-Süd-Richtung durch die Gemeinde verläuft.
An dieser Stelle befand sich einst ein Tor im Hauptwall, das in historischen Quellen Wieglesdor genannt wurde. Händler und Reisende passierten hier das Danewerk. Im Jahr 2010 wurde dieser Durchgang bei Ausgrabungen entdeckt.

## Geschichte des Museums
Das Museum wurde 1990 in einem durch Maueranker auf 1836 datierten früheren Bauernhaus namens Danevirkegården (sinngemäß „Danewerkhof“) gegründet. 2002 wurde es ausgebaut.
Die historisch und archäologisch bedeutende Siedlung Haithabu war in der Wikingerzeit mit dem Danewerk verbunden. Im Juni 2018 wurden Haithabu und das Danewerk als UNESCO-Weltkulturerbe anerkannt. Seitdem sind das Wikinger Museum Haithabu und das Danevirke Museum die wichtigsten Informationszentren zum UNESCO-Welterbe Archäologischer Grenzkomplex Haithabu und Danewerk.
Nachdem der Archäologe Nis Hardt das Museum 20 Jahre lang geleitet hatte, wurde er im Februar 2020 von Lars Erik Bethge abgelöst. Bethge und Hardt hatten gemeinsam ein vom Danevirke Museum herausgegebenes Buch zum Danewerk verfasst, das 2012 in 2. Auflage und 2020 in 3. Auflage erschien. Im Jahr 2022 folgte ein Buch von Bethge über das Danewerk im 19. und 20. Jahrhundert.
Im April 2022 wurden die Museumsbauten und der südlich benachbarte historische Gasthof Rothenkrug für einen Neubau des Museums abgerissen. Danach fanden in diesem Bereich archäologische Untersuchungen statt. Seit dem Abriss ist das Museum mit seiner Ausstellung in einem provisorischen Besucherzentrum untergebracht. Der Neubau soll ca. 800 Quadratmeter Ausstellungsfläche bieten, mehr als doppelt so viel wie im vormaligen Museumsgebäude. Die Fertigstellung ist bis Mitte 2026 geplant (Stand Mai 2024).

## Ausstellungen
Das Danevirke Museum dokumentiert die Geschichte des Danewerks und veranschaulicht die komplexen Anlagen. Neben der Ausstellung über das Danewerk besteht unter dem Titel Dansk i Sydslesvig („Dänisch in Südschleswig“) auch eine Ausstellung über die Geschichte der dänischen Südschleswiger seit 1864. Die Ausstellungen sind zweisprachig konzipiert (dänisch und deutsch).

Bilder aus dem ehemaligen Museumsgebäude
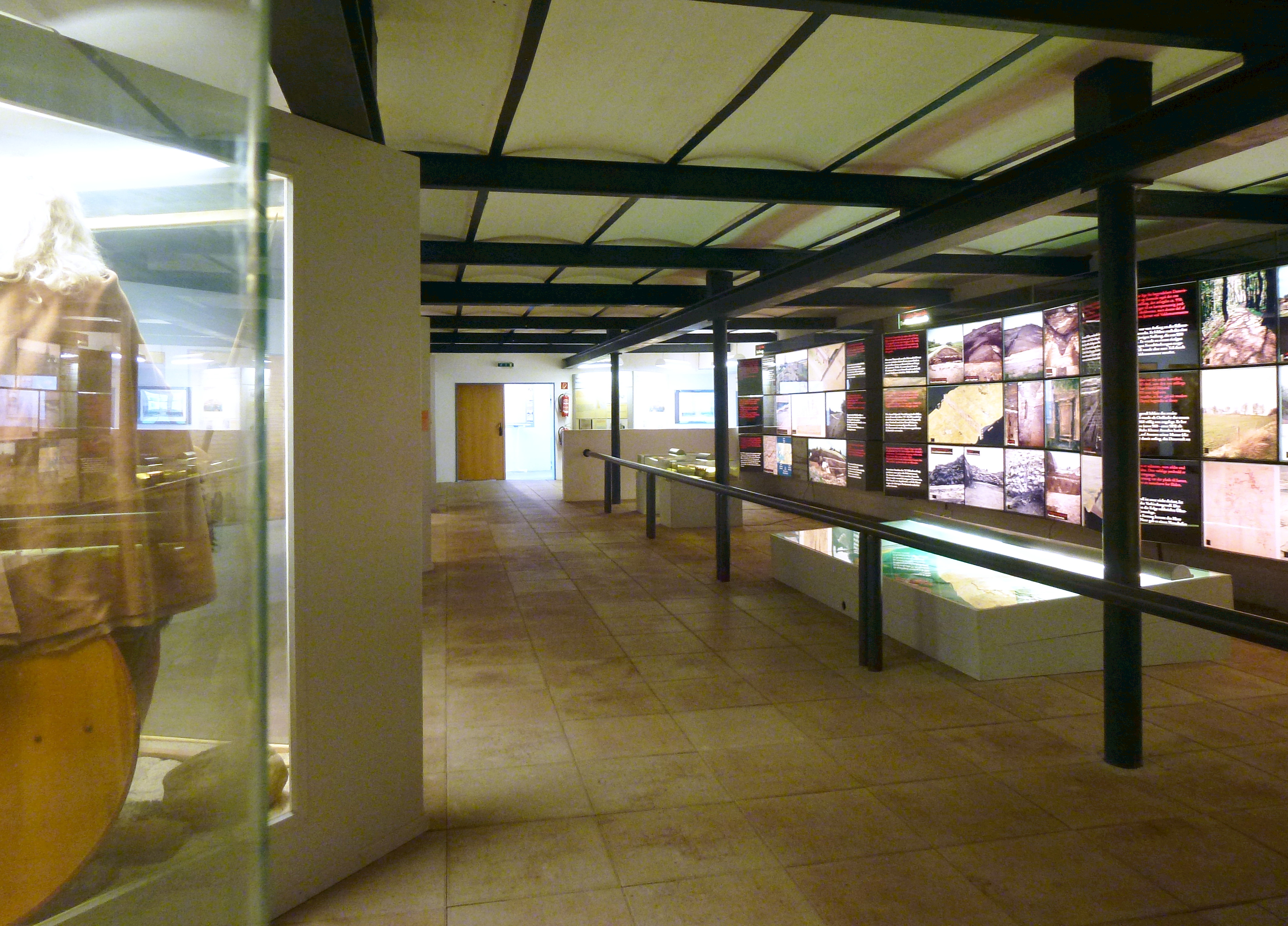
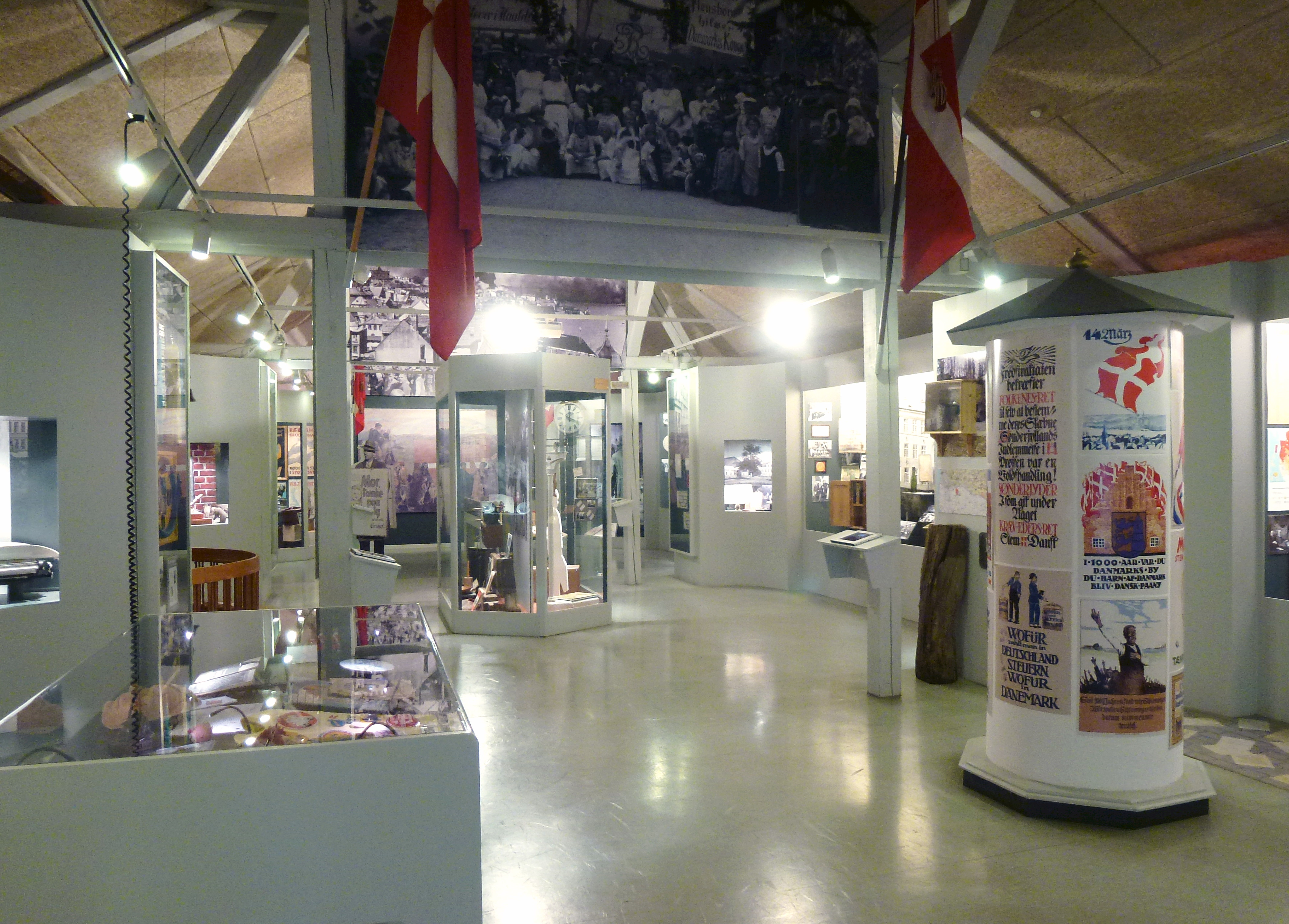
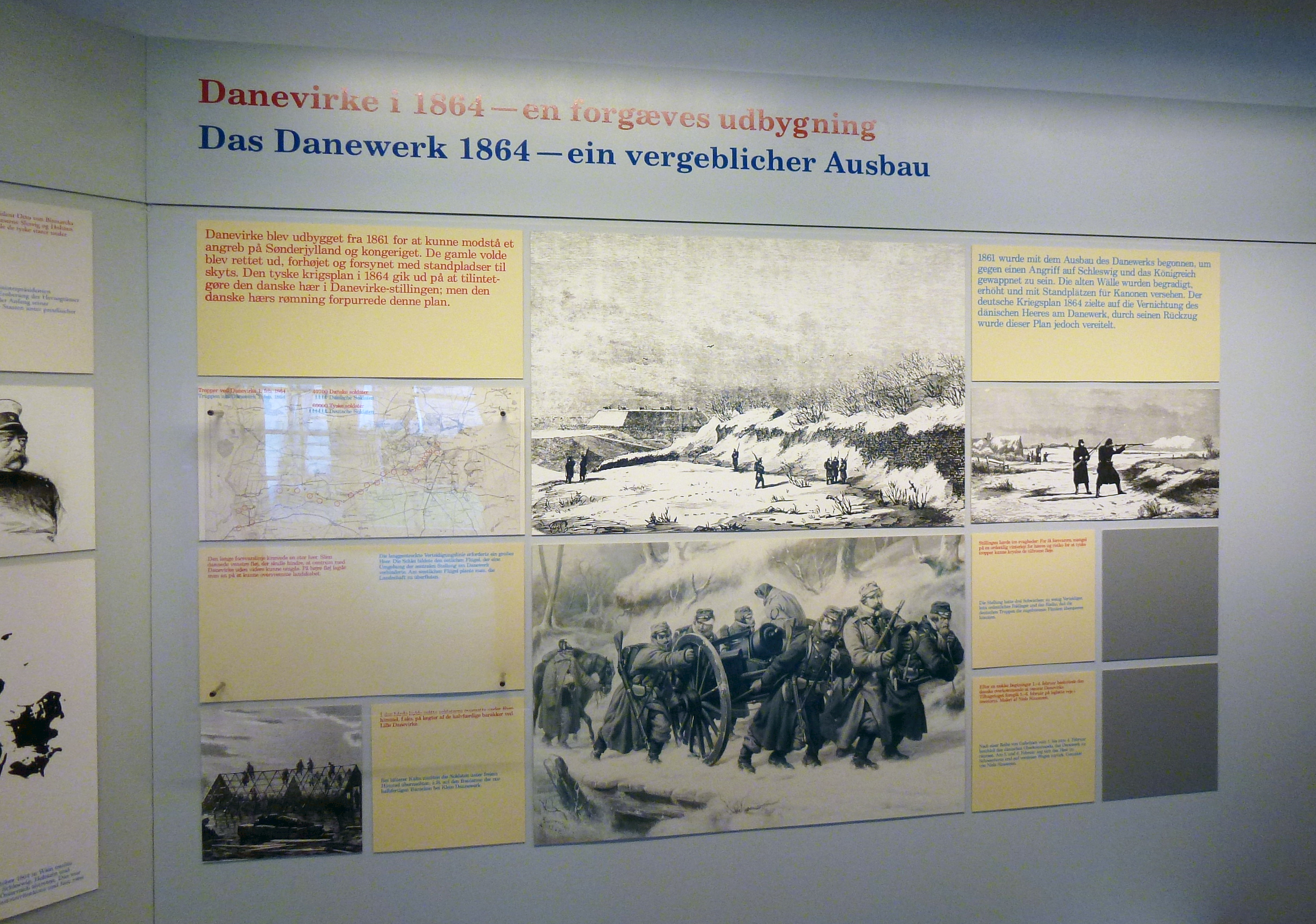
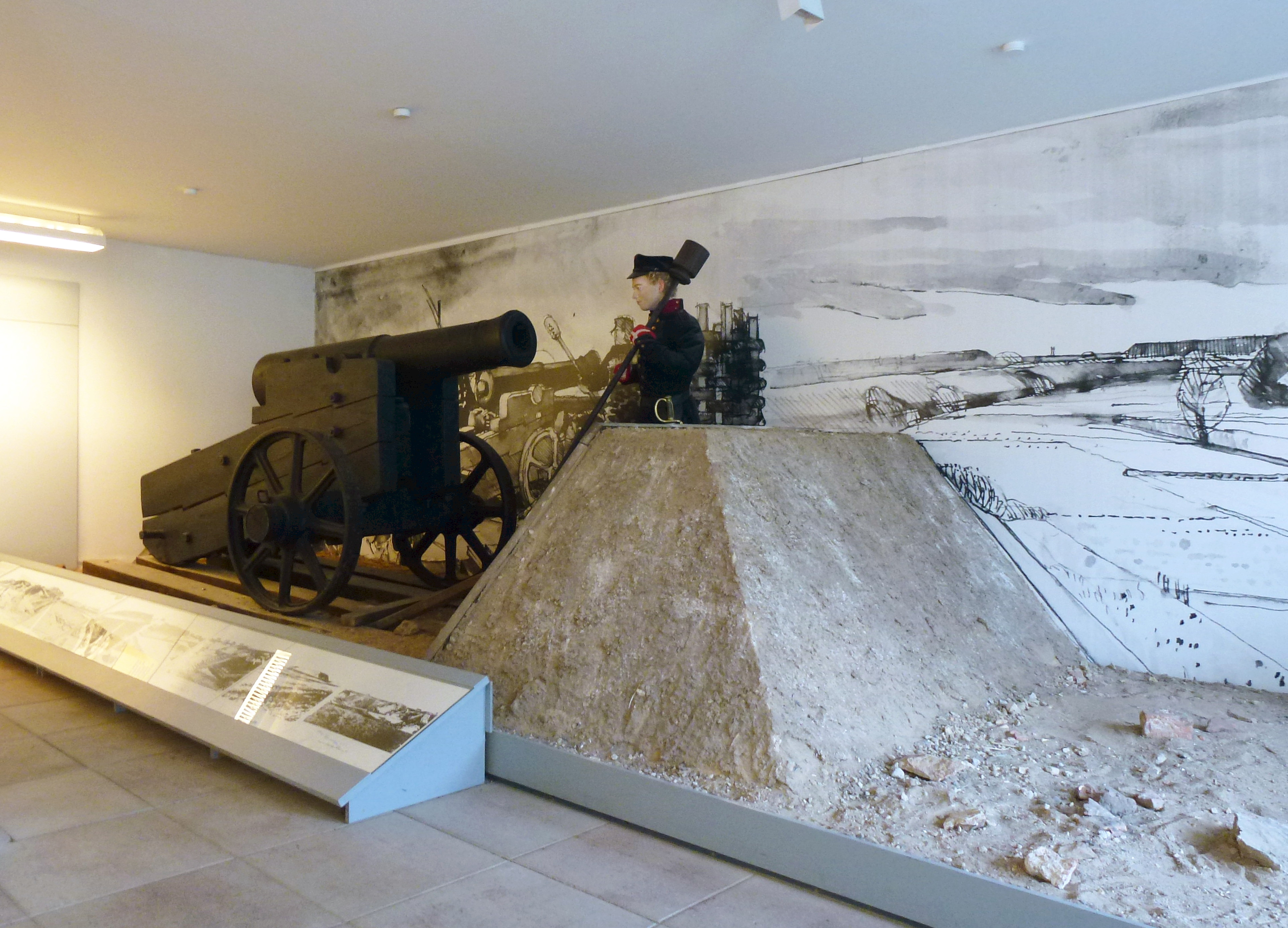

## Der Archäologische Park

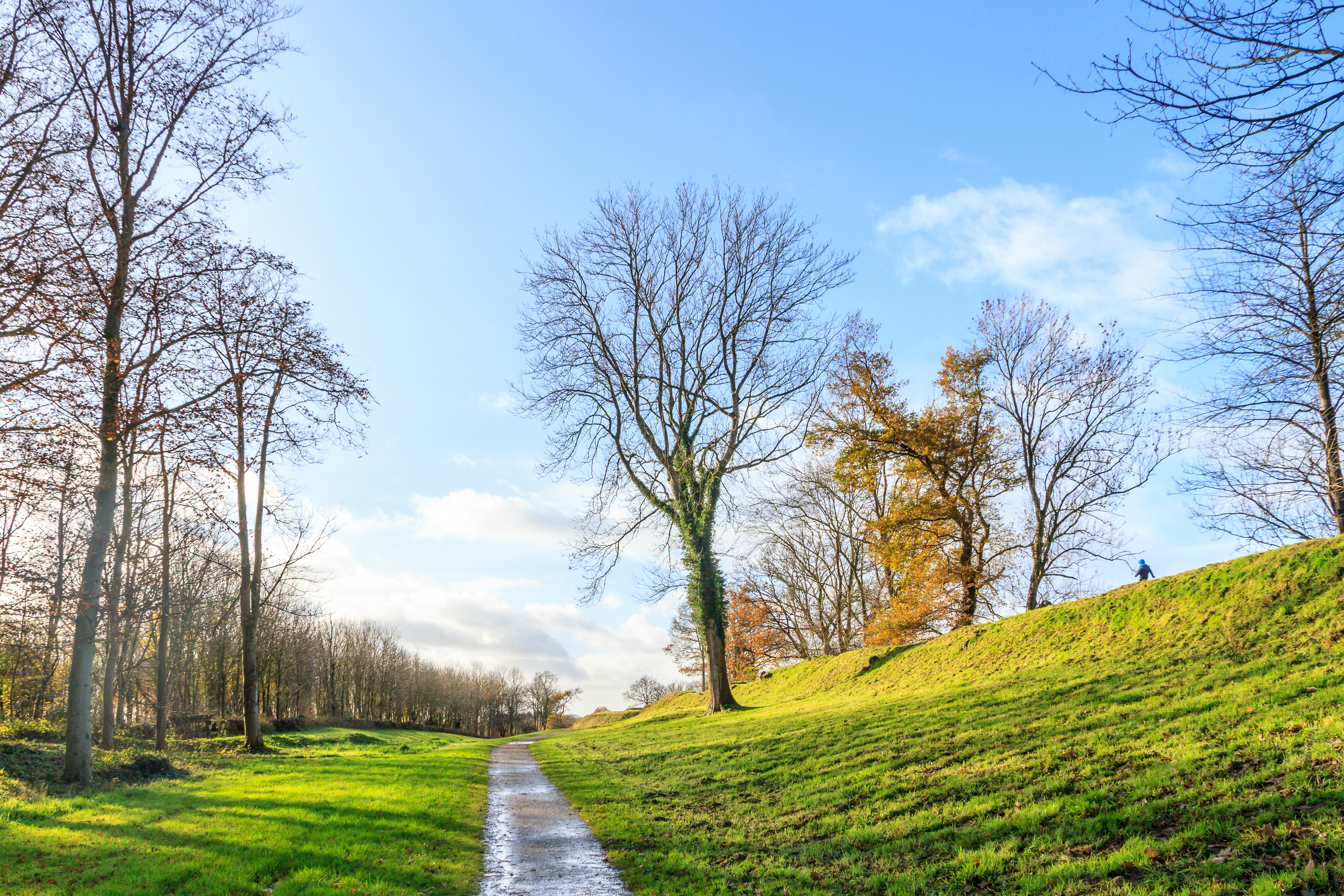
Weg am Hauptwall

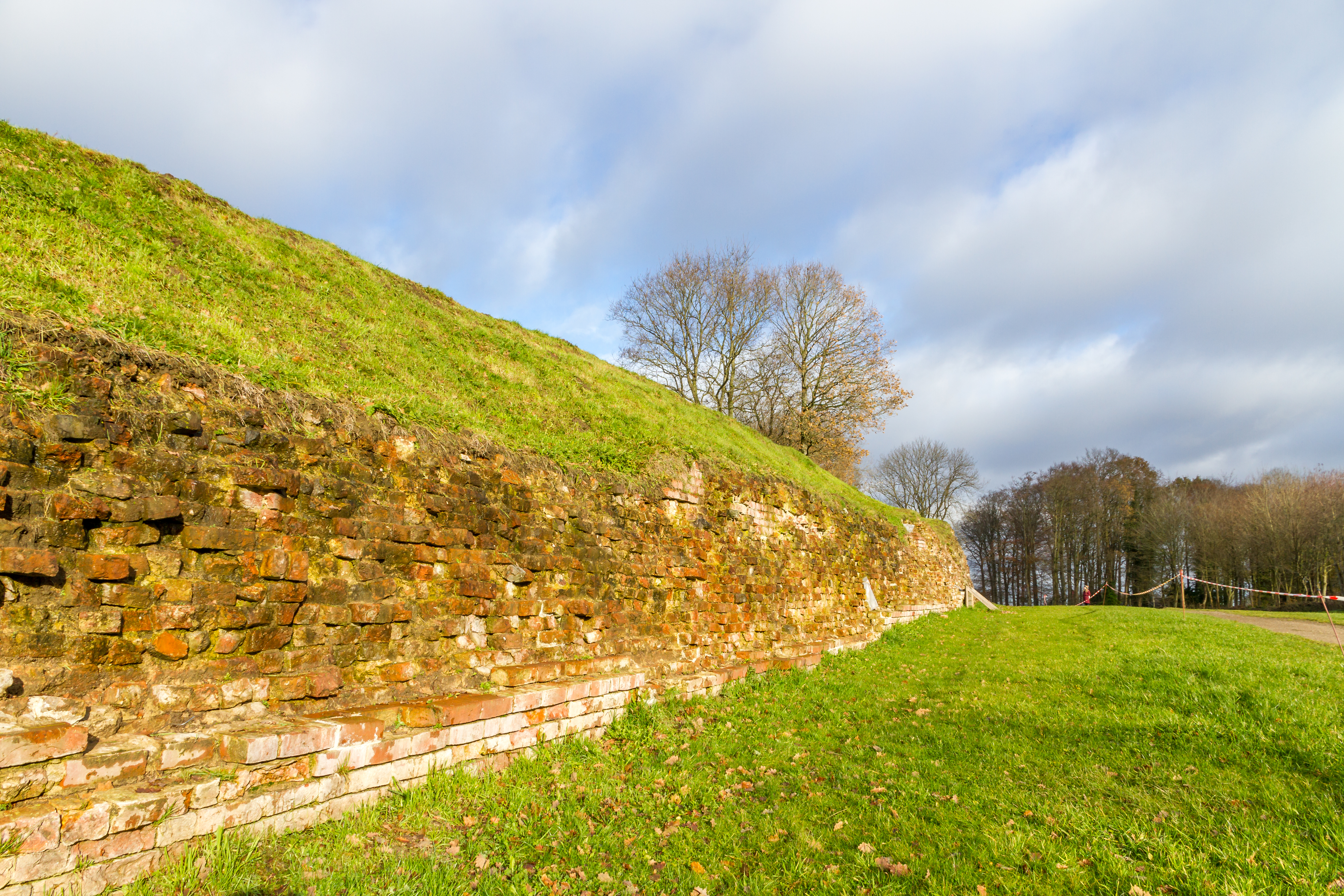
Waldemarsmauer

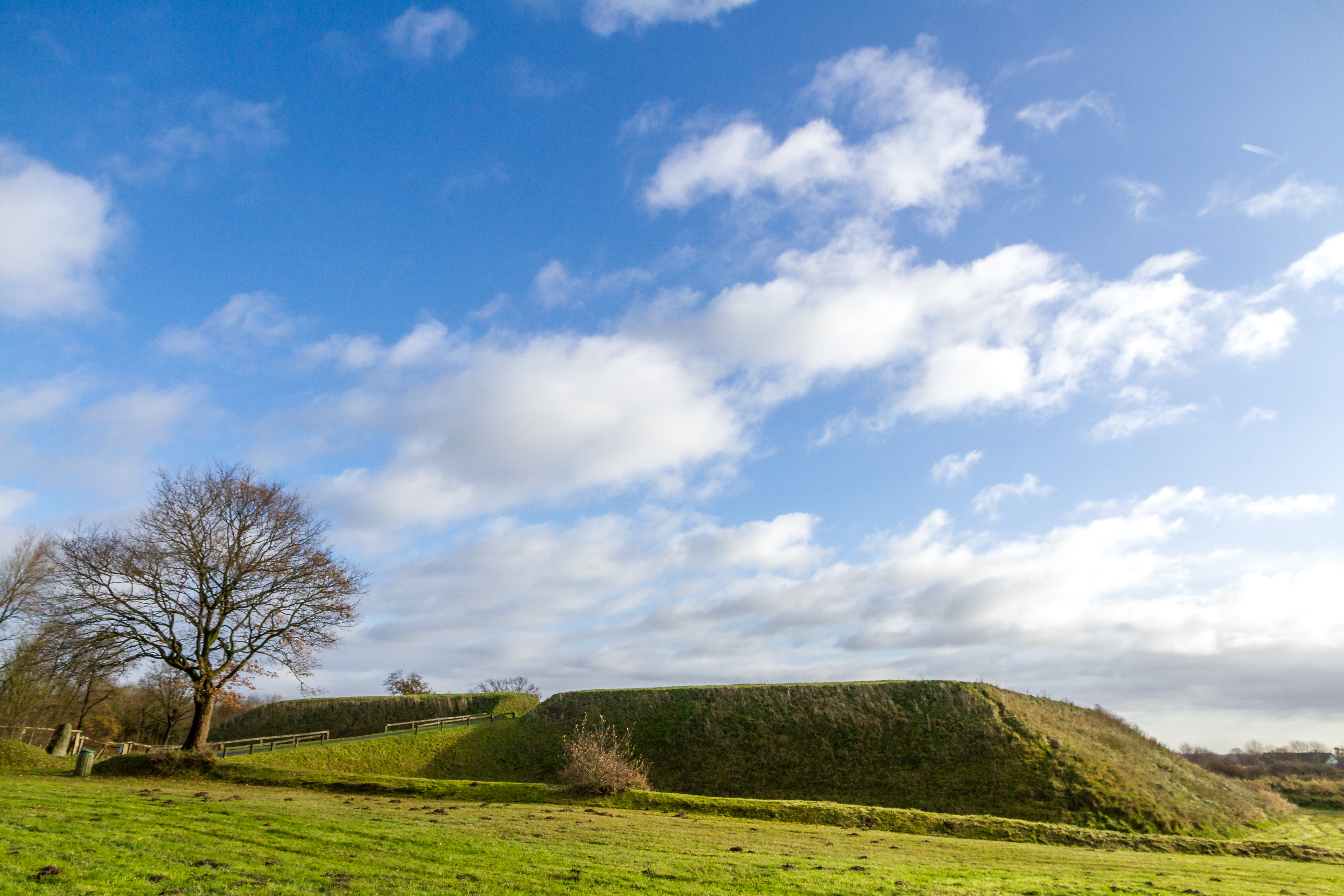
Schanze 14

Der Archäologische Park ist das Außengelände des Museums. Hier können fünf bedeutende Bodendenkmäler besichtigt werden, die zeitlich nahezu die gesamte Geschichte des Danewerks umfassen:
- der Hauptwall des Danewerks[12]
- das Tor an der Schnittstelle von Ochsenweg und Danewerk[13]
- die sogenannte Thyraburg am Hauptwall, ein künstliches Plateau oberhalb des ehemaligen Dannewerker Sees (Alter unbekannt)[14]
- die Waldemarsmauer, eine Verstärkung des Hauptwalls aus dem 12. Jahrhundert[15]
- eine Rekonstruktion der Schanze 14, einer Kanonenschanze aus dem Deutsch-Dänischen Krieg[16]